# Bilagal
Bilagal  est un village de la région du Centre du Cameroun. Il est localisé dans l'arrondissement (commune) de Messondo. On y accède par la voie routière qui lie Éséka à Messondo.

## Population et société
En 1963, la population de Bilagal était de 238 habitants. Bilagal comptait 214 habitants (54 pour Bilagal I et 160 pour Bilagal II) lors du dernier recensement de 2005. La population est constituée pour l’essentiel de Bassa.